# Chiesa di San Gottardo (Mariano del Friuli)
La chiesa di San Gottardo è la parrocchiale di Mariano del Friuli, in provincia ed arcidiocesi di Gorizia; fa parte del decanato di Cormons.

## Storia
La primitiva parrocchiale era l'antica chiesetta della Santissima Trinità, posta fuori dal paese; successivamente il titolo fu trasferito nella chiesa situata nella centa, al centro del paese.

Questa chiesa venne distrutta verso la fine del XV secolo dai Turchi durante una delle loro incursioni. L'edificio, dedicato ai Santi Vitale ed Agata, fu riedificato all'inizio del Cinquecento e consacrato il 13 giugno 1518. 
Tra il 1744 ed il 1748 venne costruito il campanile.
L'attuale parrocchiale, dedicata a San Gottardo, situata dall'altra parte della strada rispetto a quella precedente e progettata dal milanese Paolo Baroffi, fu incominciata il 18 luglio 1756. Sebbene incompleta (i lavori terminarono nel 1762), la chiesa venne aperta al culto il 31 dicembre 1759. Nel 1766 fu riposato il pavimento e, il 30 settembre 1822, la parrocchiale venne finalmente consacrata. Nel 1914 fu restaurato il campanile, nel 1915 demolita la centa e nel 1981 ristrutturata la chiesa.
La chiesa è attualmente (2024) l’unica della diocesi goriziana in cui, occasionalmente, si celebra anche la Messa nell’antico rito cattolico in latino

## Interno
Opere di pregio custodite all'interno della chiesa sono l'altar maggiore, costruito nel 1804 ed affiancato da statue lignee settecentesche dei Santi Gottardo e Barbara, l'altare laterale di sinistra, verso il presbiterio, che presenta una pala dipinta nel 1825 dal goriziano Giuseppe Tominz, e l'altare laterale di destra, impreziosito da una statua raffigurante la Madonna col Bambino, scolpita nel XX secolo, mentre il dipinto originale della Madonna del Rosario, che lo completava, é ora appeso a sinistra dell’ingresso. I due altari laterali verso l’ingresso sono invece stati aggiunti negli ultimi decenni. Quello di destra, in legno marmorizzato, con la pala del Crocifisso, fu commissionato dal parroco don Michele Tomasin ad artigiani locali, e sostiene anche il prezioso e monumentale tabernacolo marmoreo secentesco, che apparteneva al vecchio altare maggiore (le nicchie vuote un tempo tenevano piccole statue dei ss. Pietro e Paolo, poi trafugate). Quello di sinistra, col dipinto di s. Anna, marmi policromi, e colonne tortili, fu spostato dalla cattedrale di Gorizia per interessamento del medesimo parroco. Nello stesso periodo sono state anche ripristinate le balaustre marmoree del presbiterio ed esposte, ai lati del santuario sopra il coro settecentesco, le statue lignee del XVI secolo, le opere più antiche di proprietà della parrocchia marianese.
Nel 2022 la chiesa è stata restaurata, sia esternamente con la pulizia della facciata, sia internamente con la tinteggiatura di tutta la chiesa, portando alla luce la decorazione settecentesca rossa e dorata delle lesene (come si può vedere alla base di una di esse) ma che si é scelto di ricoprire rinnovando il color salmone già applicato presumibilmente all’inizio del Novecento, epoca in cui fu fatto anche il moderno affresco della lunetta absidale.
Sono presenti altresì delle tele del Settecento raffiguranti san Giovanni Nepomuceno e san Sebastiano, un pulpito ornato della stessa epoca, una statua contemporanea di s. Antonio e una statua in cartone della prima metà del Novecento del S. Cuore, di gusto Saint-Sulpice.
Il fonte battesimale è stato spostato, nella seconda metà del Novecento, contrariamente alla tradizione, tra la gradinata del presbiterio e l’altar della Madonna.